# 榎本喜八

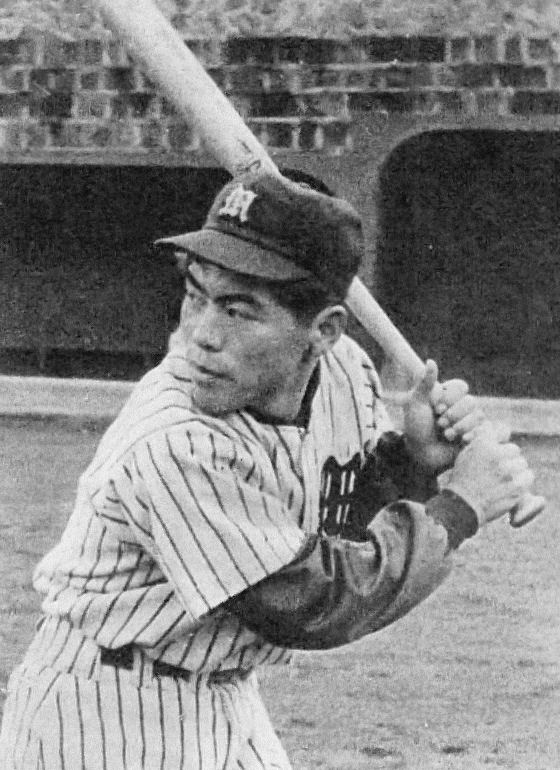
1956年時的榎本喜八

榎本 喜八（Enomoto Kihachi，1936年12月5日—2012年3月14日）為日本的棒球選手，出生於東京都中野區上鷺宮。他曾效力於日本職棒羅德獵戶星隊等，1972年退休，生涯通算246支全壘打。

## 生平
出身於極貧的環境。年幼時母親病死、戰後父親被關押在西伯利亞，榎本與祖母和三個小弟度過童年。高中一年級時他遇見準備加入每日獵戶星隊的學長荒川博，向他請求加入隊伍。荒川隨口答了一句「每天練習揮棒五百次的話，我再幫你想辦法」，榎本真的依約實行，直到高中畢業前再次向荒川懇求，荒川才請球團將榎本帶進入團測試會，榎本也立刻被球團錄取。
以極為驚人的練習量聞名。年輕時跟隨荒川博學習，跟不久後同樣跟隨荒川練習、並且極為刻苦的王貞治相比之下，荒川回憶「榎本的練習量是王貞治的十倍，就算是年末除夕與新年休假期間，榎本照樣也來找我練習。」
被許多同年代的選手認為是最強的打者，也被稻尾和久、野村克也等名投捕認為是最不想遇到的打者。

## 評價
- 野村克也回憶：「或許是榎本跟王貞治都跟同一位教練（荒川博）學習打擊之故，兩人給我的感覺相當相似。但是跟面對王貞治比起來，榎本是更難纏的對手。王貞治遇到近身球的時候棒頭還會稍微晃動一下，榎本則是根本動都不動。說真的，不管那之前或之後，我從來沒見過那麼可怕的打者。」「我沒見過有哪個選手的選球能力比榎本好的。不用說榎本對壞球根本完全不出手，而且幾乎沒有不擅長的死角，作為捕手只能舉手投降。唯一比較不擅長的是內角高球，但不是速度夠快的球他也根本不理會。」「榎本遇到來球是壞球的時候，頭部根本一動都不動，表情也毫無變化。相比起來，王貞治反而比較好對付一點。」

- 稻尾和久平時由於對手肘的負擔過重之故而不投指叉球，但對榎本則不得不投。榎本同樣也認為稻尾是最好的對手，「不管我對稻尾打得如何，稻尾一次也沒對我投出觸身球。」

- 被稱為打擊之神、當時已是巨人隊監督的川上哲治，更表示「真正最適合打擊之神稱號的人不是我，而是榎本」。

- 培育出榎本與王貞治兩位名選手的荒川博：「棒球的世界之中，先是有『技』、之上有『術』，這是所謂的技術。而能讓觀眾喜悅、讚嘆的『藝』的層級又在『術』之上，而在『藝』之上的終極就是『道』。而榎本是唯一曾經挑戰過『道』的職棒選手。」「雖然生涯的紀錄數據上王貞治的表現比較優秀，但如果以作為打者所達到的境界，榎本在王貞治之上。」